# Woldemar von Hanneken
Woldemar von Hanneken (Herzogenbusch, 15 aprile 1789 – Pfohren, 10 settembre 1849) è stato un generale prussiano.

## Biografia

### I primi anni
Woldemar era figlio di Balthasar Georg von Hanneken (1744-1826) e di sua moglie, Margarete Ernestine Dorothea von Zülow (1754-1835). Suo padre era stato maggiore dell'esercito del Meclemburgo-Schwerin. Anche il suo fratellastro Hans Ludwig (1780-1854) divenne maggiore generale dell'esercito prussiano.

### La carriera militare
Hanneken frequentò la scuola dei cadetti di Berlino e dal 7 aprile 1806 divenne cornetta nel reggimento corazzieri "von Beeren" dell'esercito prussiano. Durante la guerra della quarta coalizione combatté nella battaglia di Auerstedt e si unì al freikorp von der Marwitz nel maggio 1807 col grado di sottotenente. Dopo la guerra, il 10 aprile 1812, Hanneken venne promosso tenente ed impiegato nel 1813 nel 2º reggimento ussari.
Durante le guerre di liberazione in Germania nel 1813, Hanneken prese parte alla battaglia di Sehestedt ed all'assedio di Anversa e nell'aprile 1814 ottenne il grado di capitano. Il 29 marzo 1815 venne impiegato come capo di stato maggiore del 1º reggimento ulani prussiano. A metà maggio del 1815 venne trasferito al 1º reggimento di cavalleria nell'area del Reno e venne promosso al rango di rittermeister. Nello stesso anno, Hanneken venne trasferito al quartier generale del feldmaresciallo Blücher e prese parte con lui alla battaglia di Waterloo.
Dopo la guerra, il 31 maggio 1816, venne trasferito al 6º reggimento del Landwehr del Reno. Dal 26 marzo 1820 alla fine di marzo del 1828 fu comandante del 3º battaglione del 30º reggimento del Landwehr e venne poi promosso maggiore del II battaglione di stanza a Saarlouis. Hanneken ricevette quindi l'Ordine di San Giovanni il 17 ottobre 1836. Il 30 marzo 1837 venne posto a capo del 9º reggimento ussari. Quattordici giorni dopo, inizialmente incaricato di guidare il 3º reggimento dragoni, Hanneken fu nominato comandante di quello stesso reggimento, il 14 gennaio 1838. In quella posizione fu promosso nel settembre 1840 al grado di colonnello e gli venne concessa la croce di III classe dell'Ordine dell'Aquila rossa prussiana. Il 30 marzo 1844 Hanneken venne trasferito a Stettino come comandante della 6ª brigata di cavalleria e venne quindi aggregato al 3º reggimento dragoni il 18 aprile 1844 e promosso al grado di maggiore generale il 27 marzo 1847.
In occasione della rivolta di maggio a Dresda, Hanneken ricevette il comando della brigata di cavalleria della divisione mobile di Heinrich von Holleben il 2 maggio 1849 vicino a Görlitz. Durante la successiva soppressione della rivoluzione del Baden e dei disordini scoppiati nel Palatinato, il 9 maggio 1849, assunse il comando della 1ª divisione d'avanguardia del I corpo d'armata comandato dal generale Moritz von Hirschfeld che Hanneken guidò nella battaglia di Waghäusel ed il 24 giugno 1849 nella battaglia di Durlach. Hanneken morì il 10 settembre 1849 a Pfohren, quartiere della città di Donaueschingen, a causa di un ictus.

## Matrimonio e figli
Hanneken sposò Kunigunde von Fritsch zu Horchheim (1797–1839) il 3 settembre 1817 a Treviri. La coppia ebbe tre figli:
- Anna Waldburga Kunigunde Katharina Julie (1818–1882), sposò nel 1845 Hermann von Hanneken (1810–1886), tenente generale dell'esercito prussiano
- Bertha Alice Henriette (n.1819)
- Antonie (n.1822), sposò il barone Friedrich von Gregory (1821–1867), maggiore dell'esercito prussiano
- Woldemar Georg Wilhelm (1824–1873), tenente colonnello dell'esercito prussiano